# 范西屏
范 西屏（はん せいびょう、1709年（康熙48年） - 1769年（乾隆34年））は、中国清代の囲碁の名手。名は世勲。杭州府海寧県郭店の出身。国手と呼ばれ、同じ海寧の施襄夏との対局「当湖十局」が知られる。施襄夏・梁魏今・程蘭如とともに当時の「四大家」とも言われる。
3歳の時に父が打っているのを見て碁を覚える。少年時代は山陰の兪長侯を師とし、13歳の時に銭塘で徐星友に学ぶ。16歳の時に師に付いて松江府へ行き、実力を知られるようになり、同郷の施襄夏と並んで名をあげる。1739年（乾隆4年）に張永平に当湖に招かれて、施襄夏と13局の対局をする。このうち11局の棋譜が残されており、これが「当湖十局」と呼ばれ、中国旧代の囲碁の代表作とされている。
その後は囲碁を教えることで過ごし、著作に『桃花泉弈譜』・『二子譜』・『四子譜』がある。死後、袁枚による墓誌銘では、「西屏之于弈。可謂聖矣。」（西屏は碁を打ち、聖人と言える）と記され、「棋聖」と讃えられている。

## 関連文献
- 陳祖徳『当湖十局細解』中華書局 2005年